# 新界區專線小巴505線
新界區專線小巴505線是香港一條來往上水（新發街）與沙田（圓洲角）的新界區專線小巴路線，由衍利發展有限公司營運，於2022年10月9日投入服務。路線途經北區之天平邨、聯和墟、粉嶺站和沙田區之碩門邨及威爾斯親王醫院，並取道粉嶺公路、吐露港公路及大老山公路往返兩地，全程收費為$19.1。

## 歷史
運輸署自2013年起推行「北區區域性巴士路線重組」，當中原有往返彩園邨和愉翠苑的九龍巴士73A線於北區端的總站被縮短至華明邨，從此石湖墟、天平邨、聯和墟及祥華邨一帶失去一程直達沙田圓洲角的交通服務，相關居民需要轉車才能往返兩地。因此早在2016年，便有北區區議員要求重設巴士路線往返上水和沙田威爾斯親王醫院，以方便上水和聯和墟居民往返相關醫院。
直至2021年初，運輸署建議新增一條來往上水（新發街）與沙田（圓洲角）的小巴服務，途經北區之天平邨、聯和墟、粉嶺站和沙田區之碩門邨及威爾斯親王醫院，全程收費為$21.1。建議出爐後，時任北區區議員蔣旻正要求相關路線繞經上水圍及翠麗花園，惟有其他議員擔心此舉會容易導致新路線在未駛抵至粉嶺便告滿座。
經多番討論後，運輸署在2021年12月24日公開招標2組共3條專線小巴路線的經營權，此路線自成一組招標，最終由衍利發展有限公司投得此路線的經營權，並在2022年10月9日起投入服務。2023年5月15日起，此線試行增設星期一至五07:00、08:00、09:00、16:00、17:00及18:00由聯和墟（和滿街）單向前往威爾斯親王醫院的短途班次，至同年11月11日止。

## 服務時間及班次
505線來回方向均提供全日服務。以下服務時間及班次資訊以最近一次更新時為准。
| 服務時間         | 服務時間         | 班次（分鐘） |
| 上水（新發街）開 | 沙田（圓洲角）開 | 班次（分鐘） |
| ---------------- | ---------------- | ------------ |
| 06:30            | 06:30            | 不適用       |
| 07:00－09:00     | 07:00－09:00     | 15           |
| 09:00－17:00     | 09:00－17:00     | 30           |
| 17:00－19:00     | 17:00－19:00     | 15           |
| 19:00－22:00     | 19:00－22:00     | 30           |

另外，505線於星期一至五（公眾假期除外）設有由聯和墟（和滿街）單向前往威爾斯親王醫院的短途班次，於上午和下午繁忙時間各開出3個班次，列表如下：
| 服務時間 （星期一至五） | 班次 （分鐘） |
| ----------------------- | ------------- |
| 07:00－09:00            | 60            |
|                         |               |
| 16:00－18:00            | 60            |

## 收費
505線的全程收費為$19.1， 新增由馬會道近塘坑往上水（新發街）之分段收費。
乘客如使用同一張八達通於90分鐘內由505線轉乘港鐵或由港鐵轉乘505線，可享有$0.3的轉乘優惠。此外，60歲－64歲香港居民、65歲或以上長者與合資格殘疾人士如以指定八達通繳付505線的車資，均可享有長者及合資格殘疾人士公共交通票價優惠計劃提供的$2票價優惠

## 用車
根據招標文件條款，此路線需派出不少於10輛公共小巴行駛。營辦商衍利發展更計劃未來在此線派出穗通APEX-MINI純電動低地台小巴提供服務。

## 行車路線

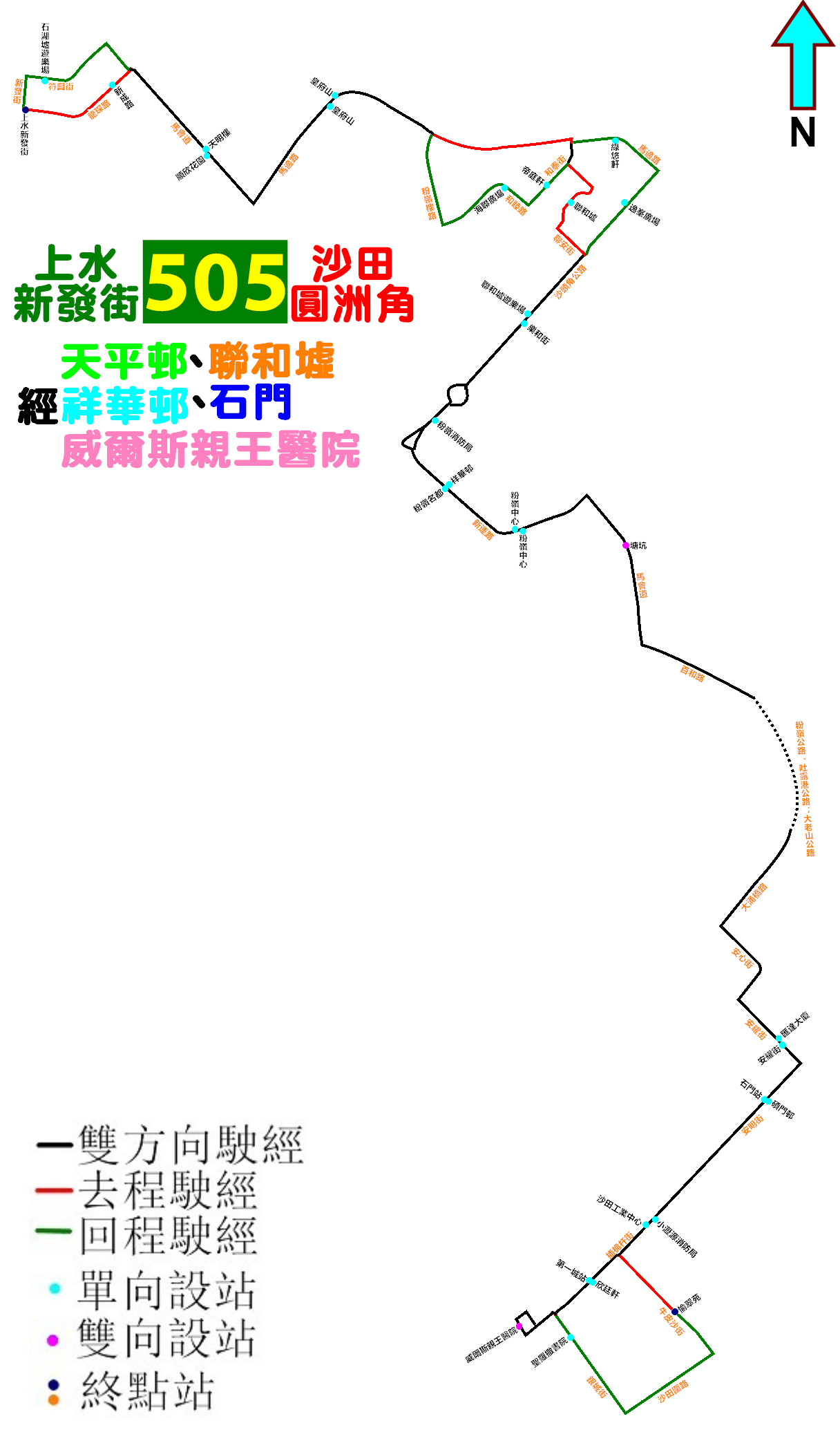
505線的走線圖

505線往沙田（圓洲角）方向途經新發街、龍琛路、馬會道、馬適路、和泰街、和滿街、和滿街小巴總站、和滿街、聯安街、沙頭角公路－龍躍頭段、新運路、馬會道、粉嶺公路、吐露港公路、大老山公路、石門交匯處、大涌橋路、安心街、安耀街、安明街、插桅杆街、圓洲角巴士總站、插桅杆街及牛皮沙街；往上水（新發街）方向途經牛皮沙街、沙田圍路、銀城街、插桅杆街、圓洲角巴士總站、插桅杆街、安明街、安耀街、安心街、大涌橋路、石門交匯處、大老山公路、吐露港公路、粉嶺公路、百和路、馬會道、新運路、沙頭角公路－龍躍頭段、馬適路、和泰街、和睦路、粉嶺樓路、馬適路、馬會道、符興街及新發街，具體停站請參考資訊框。

## 圖集

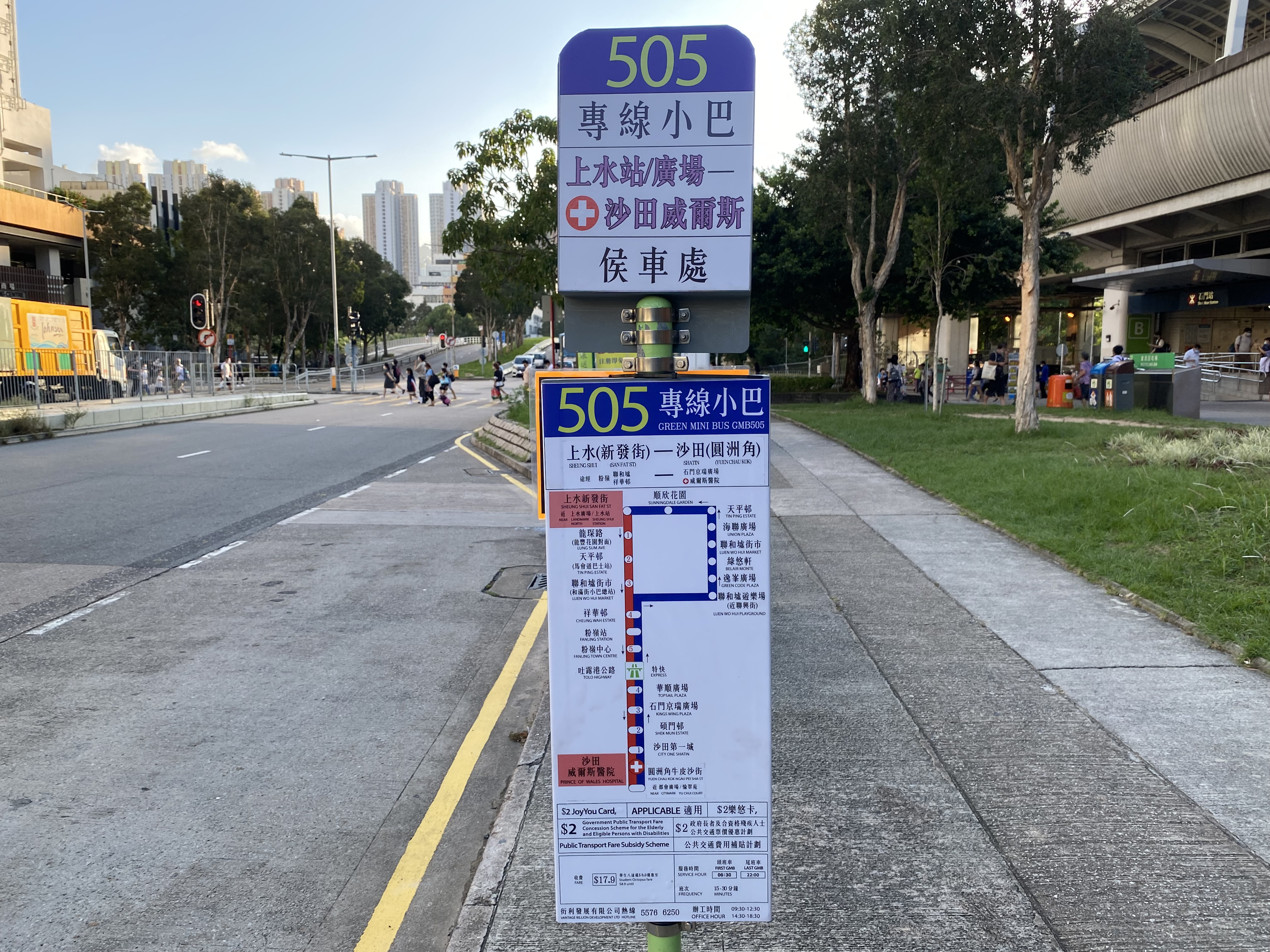
505線路線資料（2022年10月）